# Muzeum Kresów w Lubaczowie
Muzeum Kresów w Lubaczowie – muzeum położone w Lubaczowie. Placówka jest jednostką organizacyjną powiatu lubaczowskiego.
Muzeum powstało z inicjatywy Włodzimierza Czerneckiego – miejscowego pedagoga i społecznika. Już przed II wojną światową rozpoczął on gromadzenie eksponatów (wiele utracił w latach wojny). Jego działalność doprowadziła do otarcia w 1958 roku Społecznego Muzeum Regionalnego, które mieściło się w gmachu liceum. W 1961 roku zbiory zostały przeniesione do kamienicy przy ul. Mickiewicza. Wobec trudności związanych z funkcjonowaniem placówki, w 1965 roku podjęto decyzję o przekazaniu muzeum pod zarząd Polskiego Towarzystwa Turystyczno-Krajoznawczego, które przejęło placówkę w 1967 roku. Do 1981 roku funkcjonowała ona pod nazwą Muzeum Regionalne PTTK; w tymże roku doszło do jej upaństwowienia.
W 1986 roku zbiory muzeum zostały przeniesione do zabytkowego spichlerza, pochodzącego z XVIII wieku. Oficjalne otwarcie placówki w nowej siedzibie miało miejsce we wrześniu 1987 roku. W latach 1994–1998 muzeum objęło zabytkowy zespół zamkowo-parkowy wraz z terenem podworskim.

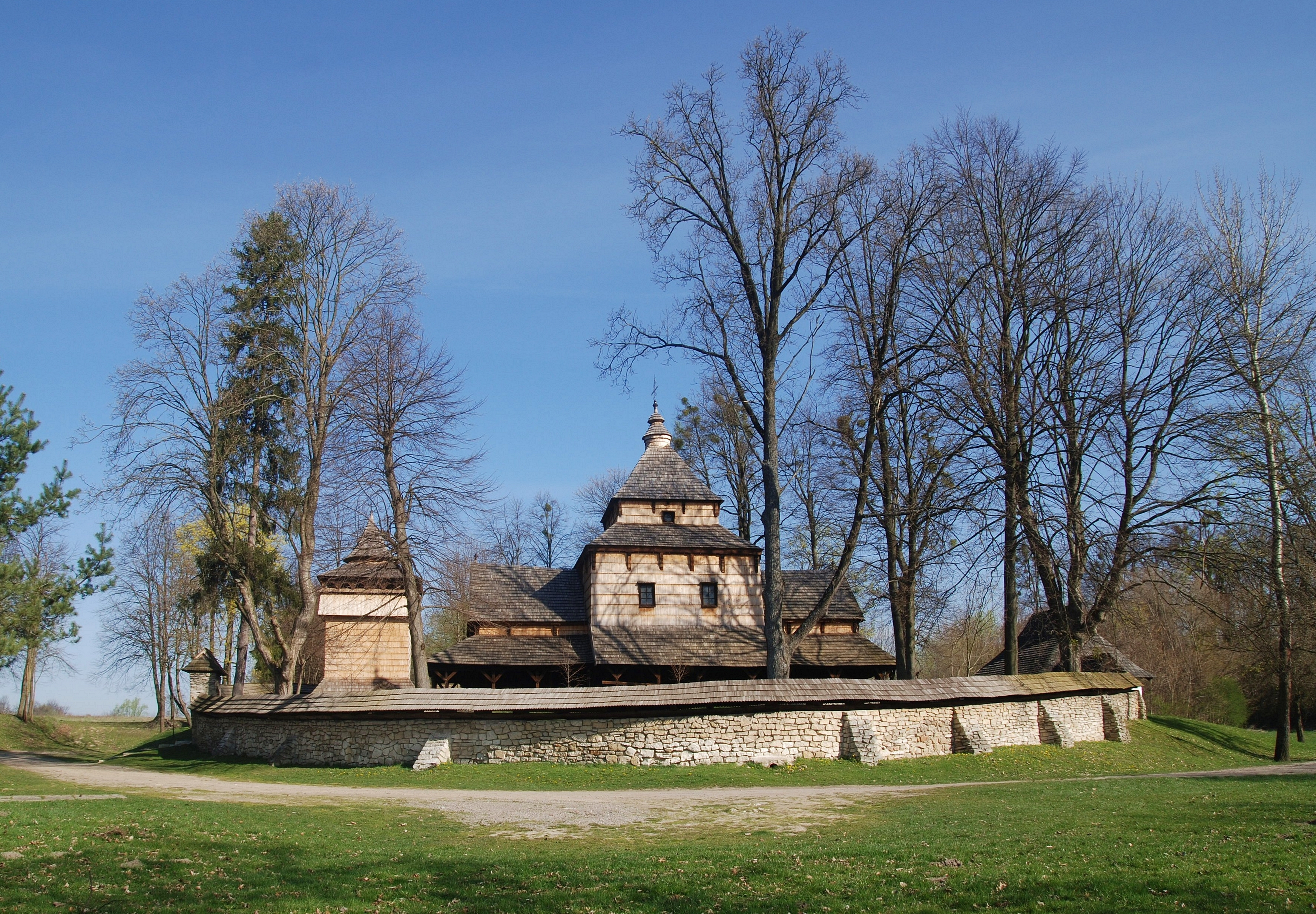
Zespół cerkiewny św. Paraskewy w Radrużu

W 1999 roku placówka została przejęta przez samorząd powiatu lubaczowskiego. Natomiast w 2004 roku zmieniono nazwę jednostki na Muzeum Kresów w Lubaczowie. W 2010 roku muzeum przejęło jako swój oddział zespół zabudowań cerkwi św. Paraskewy w Radrużu.
Aktualnie, w ramach wystaw stałych, w muzeum prezentowane są zbiory:
- historyczne, obejmujące dzieje miasta i ziemi lubaczowskie, począwszy od czasów najdawniejszych po koniec XX wieku (wizyta Jana Pawła II w Lubaczowie w 1991 roku),
- etnograficzne, ukazujące kulturę ludową miasta i okolicy (rzemiosło, przedmioty codziennego użytku, rękodzieło),
- sztuki, obejmujące kolekcję sarmackiego malarstwa portretowego (portret reprezentacyjny i epitafijny) oraz kulturę kresową – malarstwo i rzeźbiarstwo sakralne, związane z obrządkami: katolickim, greckokatolickim oraz z judaizmem. Ponadto placówka posiada kolekcję polskiej sztuki współczesnej (rysunek), takich twórców jak m.in. Maria Jarema, Erna Rosenstein, Zdzisław Beksiński, Jacek Waltoś, Kazimierz Mikulski, Teresa Pągowska[1].

Muzeum jest obiektem całorocznym, czynnym z wyjątkiem poniedziałków. Wstęp jest płatny.